# Krępiec (województwo lubelskie)
Krępiec – wieś w Polsce położona w województwie lubelskim, w powiecie świdnickim, w gminie Mełgiew.
Wieś królewska położona była w drugiej połowie XVI wieku w powiecie lubelskim województwa lubelskiego. W latach 1954–1972 wieś należała i była siedzibą władz gromady Krępiec. W latach 1975–1998 miejscowość administracyjnie należała do ówczesnego województwa lubelskiego.
Na terenie wsi utworzono dwa sołectwa: Krępiec I i Krępiec II. Według Narodowego Spisu Powszechnego z roku 2011 wieś liczyła 1348 mieszkańców.
Wierni Kościoła rzymskokatolickiego należą do parafii św. Wita w Mełgwi.

## Historia
Dawna wieś królewska osadzona w roku 1398. Wówczas to Władysław II Jagiełło powierza Andrzejowi z Gorzkowa osadzenie na prawie niemieckim wsi Krępiec i Janowice. Wieś notowana także wcześniej z zapisów w aktach kościelnych wynika że w latach 1393–1412 biskup Piotr Wysz nadał dziesięciny z Krępca na prośby Władysława Jagiełły prebendzie św. Trójcy na zamku lubelskim.
W latach 1446–1448 funkcjonował sąd wyższy prawa niemieckiego na zamku lubelskim złożony z wójta względnie rajcy lubelskiego jako landwójta oraz sołtysów z wsi Dzierzkowice, Kolechowice, Krępiec, Krzczonów, Skrzynice, Wrotków i Zęborzyce, jako ławników.

## Architektura

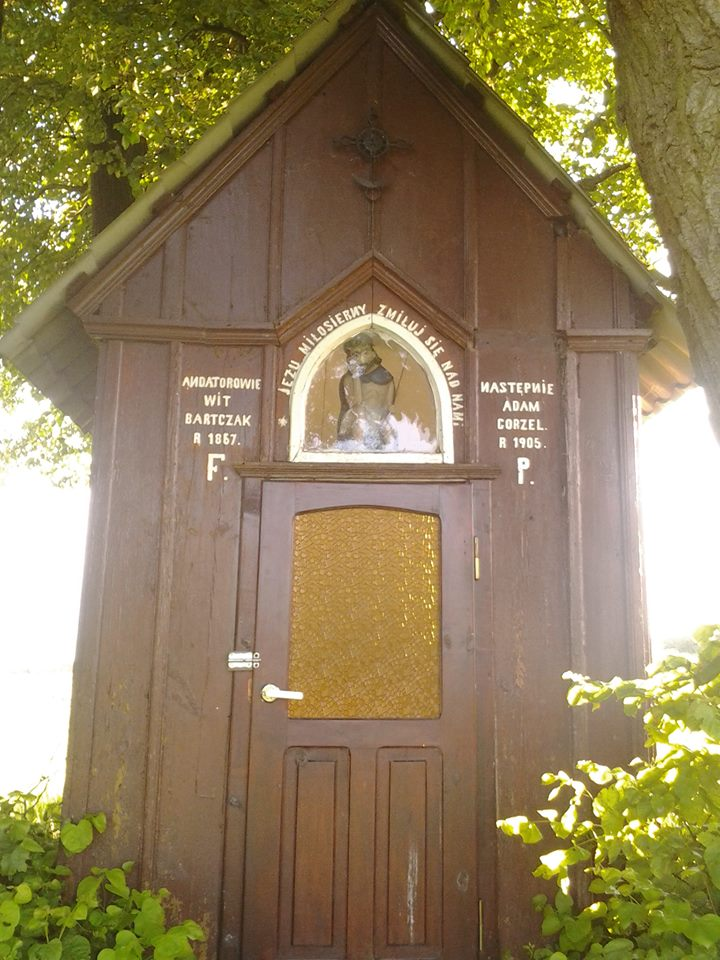
Drewniana kapliczka znajdująca się w Krępcu

Obok stawu krępieckiego znajduje się murowany młyn wodny z lat '20 XX wieku, obecnie opuszczony i zaniedbany. We wsi znajduje się również stara drewniana kapliczka. Według twierdzeń miejscowych została wybudowana, gdyż w pobliżu działy się niewyjaśnione zjawiska natury nadprzyrodzonej.